# 萊希亞
62°58′35″N 22°00′40″E / 62.97639°N 22.01111°E
萊希亞是芬蘭的城鎮，位於該國西部，由博滕區負責管轄，距離瓦薩25公里，始建於1576年，面積508.38平方公里，2013年人口8,028，人口密度為每平方公里15.92人。

## 外部連結
- Municipality of Laihia （页面存档备份，存于） – Official website （文）
- Google Earth view
- Road map
- Sunrise, sunset, dawn and dusk times （页面存档备份，存于）
- Laihia Energy-saving Village, publication of European Commission